# Michael Breilmann

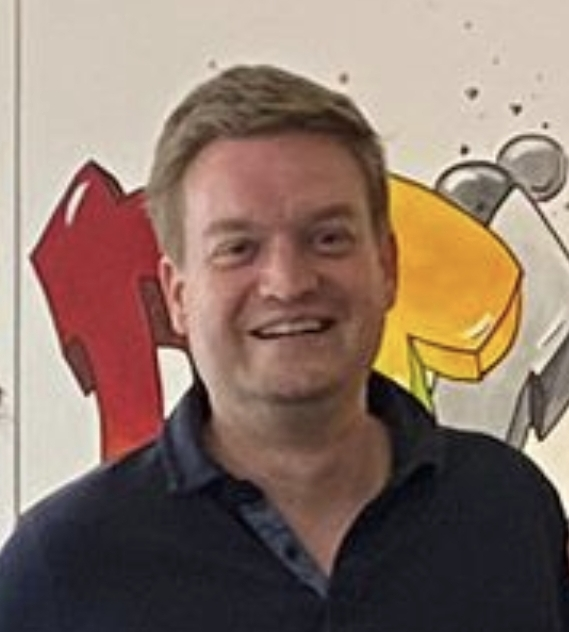
Michael Breilmann (2023)

Michael Breilmann (* 10. Oktober 1983 in Herne) ist ein deutscher Jurist und Politiker (CDU). Er war von 2021 bis 2025 Mitglied des Deutschen Bundestages.

## Ausbildung und Beruf
Michael Breilmann erhielt 2003 sein Abitur am Ernst-Barlach-Gymnasium in Castrop-Rauxel. Danach absolvierte er bis 2004 seinen Grundwehrdienst in Coesfeld. Von 2004 bis 2011 studierte er Rechtswissenschaften an der Ruhr-Universität Bochum. 2011 legte er sein erstes juristisches Staatsexamen ab und absolvierte danach bis 2013 sein Rechtsreferendariat am Landgericht Münster. Nach seinem zweiten juristischen Staatsexamen 2013 begann er als selbstständiger Rechtsanwalt zu arbeiten.

## Politische Tätigkeiten
Von 2009 bis 2018 war Breilmann Vorsitzender des CDU-Stadtverbandes Castrop-Rauxel. Er ist seit 2014 Fraktionsvorsitzender der CDU im Stadtrat von Castrop-Rauxel.
Bei der Bundestagswahl 2017 kandidierte er im Bundestagswahlkreis Recklinghausen I und auf Listenplatz 56 der Landesliste seiner Partei in Nordrhein-Westfalen, verpasste jedoch den Einzug in das Parlament. Seit 2018 ist er Vorsitzender des CDU-Kreisverbandes Recklinghausen.
Bei der Bundestagswahl 2021 kandidierte er erneut im Wahlkreis Recklinghausen I und auf Listenplatz 16 der Landesliste seiner Partei in Nordrhein-Westfalen. In seinem Wahlkreis erreichte er mit 25,6 % der Erststimmen den zweiten Platz hinter dem SPD-Kandidaten Frank Schwabe (41,0 %). Er zog über die Landesliste in den 20. Deutschen Bundestag ein.

## Privates
Breilmann ist verheiratet und wohnt in Castrop-Rauxel.